# Psapharochrus nigrovittatus
Psapharochrus nigrovittatus är en skalbaggsart som först beskrevs av Dmytro Zajciw 1969.  Psapharochrus nigrovittatus ingår i släktet Psapharochrus och familjen långhorningar. Inga underarter finns listade i Catalogue of Life.